# Nieuwkoop
Nieuwkoop  è una municipalità dei Paesi Bassi di 29 297 abitanti (2022)  situata nella provincia dell'Olanda Meridionale.